# Episodi de Il magnifico King (prima stagione)
La prima stagione della serie televisiva Il magnifico King (National Velvet) è andata in onda negli Stati Uniti dal 18 settembre 1960 al 30 aprile 1961 sulla NBC.
| nº | Titolo originale      | Prima TV USA      | Titolo italiano | Prima TV Italia |
| -- | --------------------- | ----------------- | --------------- | --------------- |
| 1  | The Raffle            | 18 settembre 1960 |                 |                 |
| 2  | The Breaking          | 25 settembre 1960 |                 |                 |
| 3  | Chip                  | 2 ottobre 1960    |                 |                 |
| 4  | A Matter of Pride     | 9 ottobre 1960    |                 |                 |
| 5  | Edwina's Escapade     | 16 ottobre 1960   |                 |                 |
| 6  | The Drought           | 23 ottobre 1960   |                 |                 |
| 7  | The Canary            | 30 ottobre 1960   |                 |                 |
| 8  | Mi's Girl             | 6 novembre 1960   |                 |                 |
| 9  | Anniversary           | 13 novembre 1960  |                 |                 |
| 10 | Crisis                | 20 novembre 1960  |                 |                 |
| 11 | Barbeque              | 27 novembre 1960  |                 |                 |
| 12 | The Milkman           | 4 dicembre 1960   |                 |                 |
| 13 | Donald's Friend       | 11 dicembre 1960  |                 |                 |
| 14 | The Big Shot          | 18 dicembre 1960  |                 |                 |
| 15 | The Quarrel           | 25 dicembre 1960  |                 |                 |
| 16 | The Prize             | 1º gennaio 1961   |                 |                 |
| 17 | Star Wish             | 8 gennaio 1961    |                 |                 |
| 18 | Teddy's Exam          | 15 gennaio 1961   |                 |                 |
| 19 | The Colt              | 22 gennaio 1961   |                 |                 |
| 20 | The Calf              | 29 gennaio 1961   |                 |                 |
| 21 | Grudge Match          | 5 febbraio 1961   |                 |                 |
| 22 | The Fire              | 12 febbraio 1961  |                 |                 |
| 23 | The Sissy             | 19 febbraio 1961  |                 |                 |
| 24 | Grandpa               | 26 febbraio 1961  |                 |                 |
| 25 | Epidemic              | 5 marzo 1961      |                 |                 |
| 26 | The Beauty Contest    | 12 marzo 1961     |                 |                 |
| 27 | The Swindle           | 19 marzo 1961     |                 |                 |
| 28 | The Circuit           | 26 marzo 1961     |                 |                 |
| 29 | The Riding Mistress   | 9 aprile 1961     |                 |                 |
| 30 | Grandpa Returns       | 16 aprile 1961    |                 |                 |
| 31 | The Bridegroom        | 23 aprile 1961    |                 |                 |
| 32 | The Efficiency Expert | 30 aprile 1961    |                 |                 |

## The Raffle
- Prima televisiva: 18 settembre 1960

### Trama
- Guest star: Tim Graham (Homer Ede)

## The Breaking
- Prima televisiva: 25 settembre 1960

### Trama
- Guest star: George Wallace

## Chip
- Prima televisiva: 2 ottobre 1960

### Trama
- Guest star: Jimmy Baird (Chip Malloy), Tim Graham (Homer Ede)

## A Matter of Pride
- Prima televisiva: 9 ottobre 1960

### Trama
- Guest star: Parley Baer (Mr. Winters), Beverly Lunsford (Marilyn Winters), Bob Steele (Clyde)

## Edwina's Escapade
- Prima televisiva: 16 ottobre 1960

### Trama
- Guest star: Michael Vandever (Carl)

## The Drought
- Prima televisiva: 23 ottobre 1960

### Trama
- Guest star: Parley Baer (Frank Winters), J. Pat O'Malley (William Coons), Hugh Sanders (Morgan)

## The Canary
- Prima televisiva: 30 ottobre 1960

### Trama
- Guest star: Charles Cooper (Mr. Anderson), Miriam Goldina (Baltima), Peggy Stewart (Mrs. Anderson)

## Mi's Girl
- Prima televisiva: 6 novembre 1960

### Trama
- Guest star: Betty Lynn (Barbara Howard), Tom McBride (dottore)

## Anniversary
- Prima televisiva: 13 novembre 1960

### Trama
- Guest star: Margie Liszt (Saleslady), Ollie O'Toole, Charles Seel (Edwards), Robert Williams (proprietario)

## Crisis
- Prima televisiva: 20 novembre 1960

### Trama
- Guest star:

## Barbeque
- Prima televisiva: 27 novembre 1960

### Trama
- Guest star: Alan Hewitt (Ed Nelson)

## The Milkman
- Prima televisiva: 4 dicembre 1960

### Trama
- Guest star: Ralph Moody (Malcolm Porter)

## Donald's Friend
- Prima televisiva: 11 dicembre 1960

### Trama
- Guest star: Bill Mumy (Willy)

## The Big Shot
- Prima televisiva: 18 dicembre 1960

### Trama
- Guest star: Mark Damon (Victor Winters)

## The Quarrel
- Prima televisiva: 25 dicembre 1960

### Trama
- Guest star:

## The Prize
- Prima televisiva: 1º gennaio 1961

### Trama
- Guest star: George Ives, Ed Prentiss, Chet Stratton

## Star Wish
- Prima televisiva: 8 gennaio 1961

### Trama
- Guest star: Tommy Cook (Jockey), Ashley Cowan (Bob Smiley), Hugh Sanders (Morgan)

## Teddy's Exam
- Prima televisiva: 15 gennaio 1961

### Trama
- Guest star: Adrienne Marden (Miss Beasley), Melinda Plowman (Sally Grimes)

## The Colt
- Prima televisiva: 22 gennaio 1961

### Trama
- Guest star: Tim Graham (Homer Ede), Patrick Hector (Jodie Tolland), Paul Langton (Reg Tolland)

## The Calf
- Prima televisiva: 29 gennaio 1961

### Trama
- Guest star: Tim Graham (Homer Ede)

## Grudge Match
- Prima televisiva: 5 febbraio 1961

### Trama
- Guest star: Beverly Lunsford (Marilyn Winters), Hal Smith (Tim Flynn)

## The Fire
- Prima televisiva: 12 febbraio 1961

### Trama
- Guest star: Orville Sherman (George Fowler)

## The Sissy
- Prima televisiva: 19 febbraio 1961

### Trama
- Guest star: Joan Banks (Helen Hadley), Ricky Kelman (Oliver Hadley), John Stevenson (Norris)

## Grandpa
- Prima televisiva: 26 febbraio 1961

### Trama
- Guest star: Edgar Buchanan (nonno Harwell)

## Epidemic
- Prima televisiva: 5 marzo 1961

### Trama
- Guest star: James Chandler (Cooper), George Mitchell (Stone), Howard Petrie (Bjorensen)

## The Beauty Contest
- Prima televisiva: 12 marzo 1961

### Trama
- Guest star: Helen Clark (Louise), Joan Freeman (Beth), Sheila James Kuehl (Judy)

## The Swindle
- Prima televisiva: 19 marzo 1961

### Trama
- Guest star: Ransom M. Sherman (Fred Schliegel), Miles Shepard (ufficiale), Tim Graham (Homer), Than Wyenn (Arnie Bowers)

## The Circuit
- Prima televisiva: 26 marzo 1961

### Trama
- Guest star: Joe Scott (Jockey), Ben Wright (Will Graves)

## The Riding Mistress
- Prima televisiva: 9 aprile 1961

### Trama
- Guest star: Roger Mobley (Bradley Walton III), Beverly Lunsford (Marilyn), Richard Deacon (Forsythe), Emory Parnell (Bradley Walton)

## Grandpa Returns
- Prima televisiva: 16 aprile 1961

### Trama
- Guest star: Edgar Buchanan (nonno Harwell), Pedro Gonzalez Gonzalez (Pedro)

## The Bridegroom
- Prima televisiva: 23 aprile 1961

### Trama
- Guest star: James T. Callahan (Johnny), Audrey Dalton (Fiona Mulcahey)

## The Efficiency Expert
- Prima televisiva: 30 aprile 1961

### Trama
- Guest star: Don Dubbins (Willoughby), Tim Graham (Homer Ede)